# District de Washuk
Le district de Washuk (en ourdou : ضلع واشک) est une subdivision administrative du sud de la province du Baloutchistan au Pakistan. Il est créé en 2005 en divisant le district de Kharan, autour de son chef-lieu Washuk. Il détient une frontière avec l'Iran.
Le district est essentiellement rural et peuplé de quelque 180 000 habitants en 2017. Surtout pauvre et isolé, la population vit de l'agriculture malgré un climat aride. Les habitants sur majoritairement baloutches.

## Histoire
L'actuel district fait partie de l'État princier de Kharan à partir du XVIIe siècle et jusqu'à sa dissolution le 14 octobre 1955, date à laquelle il rejoint la province pakistanaise du Baloutchistan. Washuk est alors un simple tehsil du district de Kharan, qui reprend les frontières de l'ancien État princier, avant qu'il ne devienne un district en 2005.  

## Démographie
Lors du recensement de 1998, la population du district a été évaluée à 110 009 personnes, dont environ 16 % d'urbains.
En 2009, l'alphabétisation est estimée à 35 % par les autorités, dont 54 % pour les hommes et 11 % pour les femmes.
Le recensement suivant mené en 2017 pointe une population de 176 206 habitants, soit une croissance annuelle inférieure à 2,5 %, inférieure à la moyenne provinciale de 3,4 % mais semblable à la moyenne nationale. Le taux d'urbanisation baisse un peu pour passer à 12 %.
Le district est principalement habité par des tribus baloutches. Le district compte quelques minorités religieuses : 0,8 % de chrétiens et 0,6 % d'hindous en 1998. Il y a aussi de faibles effectifs de sikhs et de zoroastriens. 

## Administration

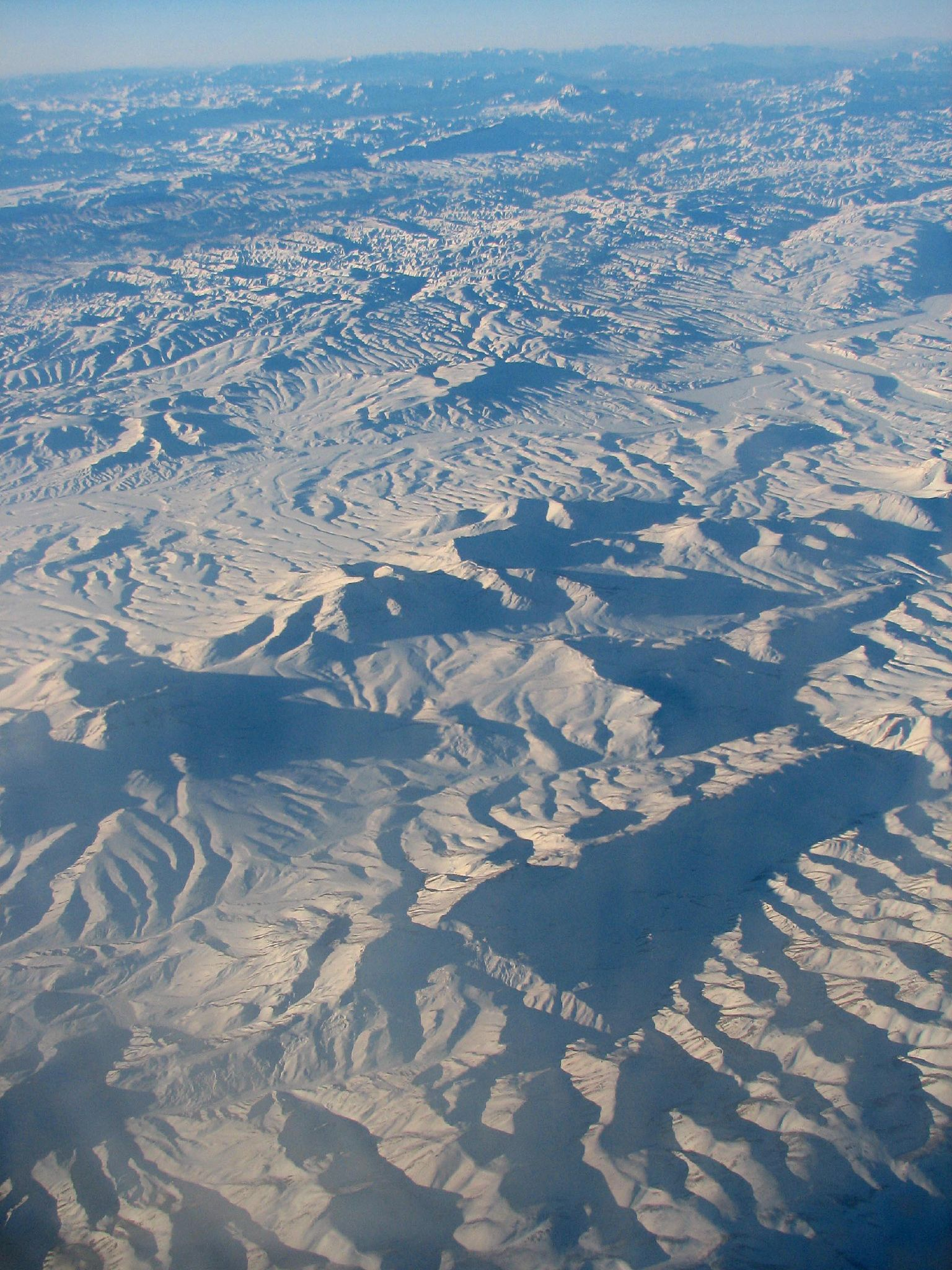
Le district est compris au sein du massif montagneux de Makran.

Le district est divisé en cinq tehsils ou sous-tehsils ainsi que neuf Union Councils.
| Tehsil       | Population (rec. 2017) |
| ------------ | ---------------------- |
| Besima       | 40 420                 |
| Mashkhel     | 38 657                 |
| Nag          | 34 269                 |
| Shahoo Garhi | 27 616                 |
| Washuk       | 35 244                 |

La capitale Washuk est la seule ville du district, c'est-à-dire considérée comme une zone urbaine par les autorités de recensement. Elle regroupe 12 % de la population du district. 
| Ville  | Population (rec. 2017) |
| ------ | ---------------------- |
| Washuk | 21 872                 |

## Économie et éducation
Washuk est un district désertique, pauvre et isolé des axes de communications, y compris par rapport aux districts voisins. La population vit sous un climat aride qui rend l'agriculture difficile et connait notamment des tempêtes de sable. Seuls 2 % de la superficie totale est cultivée, soit environ 600 kilomètres carrés, avec une petite production surtout orientée vers le blé, sorgo, orge, cumin, pommes, abricots et raisin notamment.
Les services publics sont peu développés dans le district, notamment les infrastructures scolaires qui sont manquantes. Seuls 18 % des enfants sont scolarisés dans le primaire en 2009, et ce taux baisse à 13 % pour l'enseignement secondaire.

## Politique
Depuis le redécoupage de 2018, le district est partiellement représenté par la circonscription no 270 à l'Assemblée nationale, qui couvre aussi les districts Panjgur et Awaran. À l'Assemblée provinciale du Baloutchistan, le district est représenté par la circonscription no 41. Lors des élections législatives de 2018, les circonscriptions sont remportées par le Parti baloutche Awami et le Muttahida Majlis-e-Amal,.
| Parti                                      | Voix   | %       |
| ------------------------------------------ | ------ | ------- |
| Muttahida Majlis-e-Amal                    | 12 807 | 46,35 % |
| Parti baloutche Awami                      | 12 588 | 45,55 % |
| Autres partis                              | 937    | 3,39 %  |
| Indépendants                               | 1 301  | 4,71 %  |
| Total exprimés (participation : 55,08 %)   | 27 633 | 100 %   |
| Source : Commission électorale du Pakistan |        |         |